# Among Friends
Among Friends (deutsch Unter Freunden) ist ein Jazzalbum von Horace Tapscott und Sonny Simmons. Die am 28. Juli 1995 im Parc des Récollets in Longwy, Frankreich, entstandenen Aufnahmen erschienen 1999 auf Jazz Friends, dem Label des französischen Produzenten und Fotografen Alain Dupuy-Raufaste.

## Hintergrund
In den letzten Jahren seines Lebens nahm Horace Tapscott, Pianist und langjähriger Leiter des Pan Afrikan Peoples Arkestra in Los Angeles, in New York zwei Alben in kleineren Besetzungen auf, 1995 Aiee! The Phantom und 1996 Thoughts of Dar Es Salaam, ein Trioalbum mit Ray Drummond und Billy Hart; des Weiteren entstanden Aufnahmen mit seinem kalifornischen Sextett, die posthum erschienen (Legacies for Our Grandchildren: Live in Hollywood 1995). In diese Zeit fällt auch der Mitschnitt eines Konzerts mit dem Holzbläser Sonny Simmons in Frankreich. Simmons, der ebenfalls aus Südkalifornien stammte und sich Mitte der 1960er Jahre bereits mit Prince Lasha einen Namen gemacht hatte, wurde 1994, nach einer Zeit der Obdachlosigkeit und Tätigkeit als Straßenmusiker, wiederentdeckt und trat bald von Paris aus in Europa auf.
Begleitet von James Lewis am Bass und John Betsch am Schlagzeug spielten Tapscott und Simmons, der sich nun auf das Altsaxophon beschränkte, vier Jazzstandards, „Milestones“ von Miles Davis (von dessen gleichnamigen Album von 1958), „Body and Soul“, „So What“ (vom Miles-Davis-Album Kind of Blue) und „Caravan“, komponiert von Juan Tizol und Duke Ellington.

## Titelliste
- Horace Tapscott/Sonny Simmons Quartet: Among Friends (Jazz Friends JFP004)[2]

1. Milestones (Miles Davis) 4:23
2. Body and Soul (Edward Heyman, Frank Eyton, Johnny Green, Robert Sour) 10:23
3. So What (Miles Davis) 15:50
4. Caravan (Duke Ellington, Irving Mills, Juan Tizol) 20:26

## Rezeption
Scott Yanow verlieh dem Album in Allmusic vier Sterne und merkte an, dass der Pianist Horace Tapscott bedauerlicherweise zu Lebzeiten nicht genug Gelegenheit gehabt habe aufzunehmen; daher sei die Veröffentlichung dieses Live-Album bei einem französischen Label ein willkommenes Ereignis. Tapscott sei, wie für ihn typisch, originell und in ausgezeichneter Form, während Simmons etwas unberechenbarer spiele und ein wenig Zeit brauche, um in Gang zu kommen. Aufgrund des historischen Charakters der Zusammenarbeit von Tapscott und Simmons und des hohen Niveaus, auf dem der Pianist spiele, sei dieses Album ein Muss.